# اکوم (سوریه)
اکوم (به عربی: أکوم) یک منطقهٔ مسکونی در سوریه است که در قصیر واقع شده‌است. اکوم ۵۰۶ نفر جمعیت دارد.